# Hadrosia gracilis
Hadrosia gracilis era una especie extinta de braquiópodos marinos que vivió durante el Cretácico hace aproximadamente 135 millones de años atrás. Fue encontrada en el departamento de Boyacá en Colombia específicamente en la Formación Rosablanca. El registro de esta especie es el primer registro de este género en Suramérica ya que solo se había registrado en Francia.

## Descripción
Las conchas son especímenes de tamaño pequeño a mediano, contorno subelíptico alargado en una dirección longitudinal con ancho máximo en la longitud media o ligeramente anterior a la misma, son equibiconvexas a ventribiconvexas en sección longitudinal con superficie lisa.

## Etimología
Del Latín gracilis que significa "delgado", con referencia a la forma alargada de la concha.